# Капюшонные древесные ужи
Капюшонные древесные ужи (лат. Pseudoxenodon) — род ужеобразных змей подсемейства Pseudoxenodontinae. Относятся к слабоядовитым змеям.
Некрупных размеров змеи, распространённые в Южной и Юго-Восточной Азии.
Ведут дневной образ жизни. Встречаются в горных лесах вблизи водоёмов и в других прохладных и влажных местах.
При опасности змеи рода Pseudoxenodon способны имитировать поведение кобр рода Naja. Испуганная змея поднимает переднюю часть тела, раздувает широкий «капюшон» и делает выпады в сторону врага. Сходство с кобрами дополнительно усиливается похожей окраской.
Питаются главным образом лягушками и ящерицами.
Яйцекладущи. Самки откладывают от 10 до 23 яиц.

## Классификация
Первый вид рода описан Г. Бойе в 1827 в составе американского рода Xenodon под названием Xenodon inornatus. После повторного изучения Дж. А. Буланже пришел к выводу, что X. inornatus не принадлежит к роду Xenodon, и описал новый род Pseudoxenodon.
Виды:
- Pseudoxenodon bambusicola
- Pseudoxenodon baramensis
- Pseudoxenodon inornatus
- Pseudoxenodon karlschmidti
- Pseudoxenodon macrops
- Pseudoxenodon stejnegeri